# Pleugueneuc
Pleugueneuc település Franciaországban, Ille-et-Vilaine megyében. Lakosainak száma 2063 fő (2022. január 1.). Pleugueneuc Saint-Domineuc, La Chapelle-aux-Filtzméens, Meillac, Trévérien, Plesder és Mesnil-Roc'h községekkel határos.

## Népesség
A település népességének változása:
| Lakosok száma | 1232 | 1103 | 1132 | 1537 | 1773 | 1838 | 1903 | 1927 | 1972 | 2063 |
|               | 1968 | 1982 | 1990 | 2006 | 2013 | 2015 | 2017 | 2019 | 2020 | 2022 |